# Torkild Garp
Torkild Garp (Koppenhága, 1883. január 31. – Gentofte, 1976. február 16.) olimpiai ezüstérmes dán tornász.
Az 1912. évi nyári olimpiai játékokon indult tornában és a svéd rendszerű csapat összetettben ezüstérmes lett.
Klubcsapata a Skytterforeningernes Hold volt.